# Hogna antelucana
Hogna antelucana este o specie de păianjeni din genul Hogna, familia Lycosidae. A fost descrisă pentru prima dată de Montgomery, 1904. Conform Catalogue of Life specia Hogna antelucana nu are subspecii cunoscute.